# Anton Pannekoek

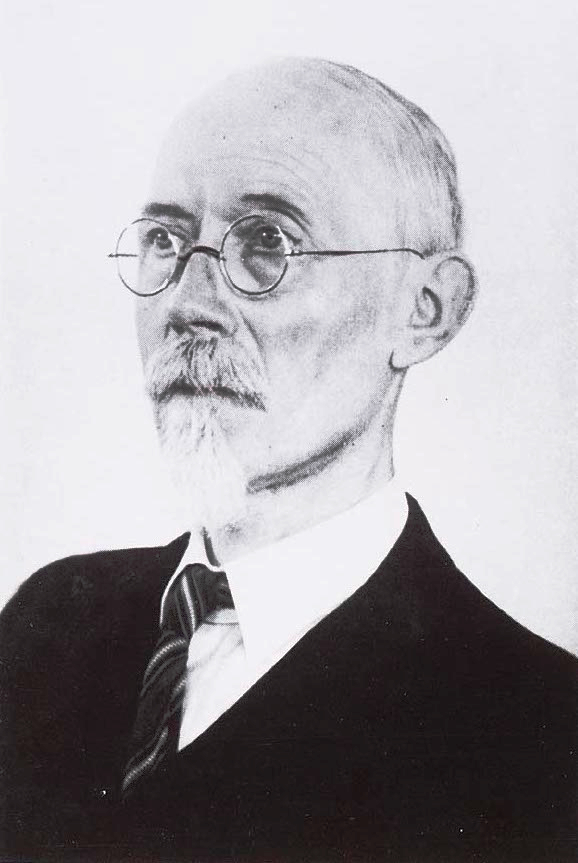
Anton Pannekoek tussen 1950 en 1960

Antonie (Anton) Pannekoek (Vaassen, 2 januari 1873 - Wageningen, 28 april 1960) was een Nederlandse astronoom en marxistisch denker, bekend als theoreticus van het radencommunisme en grondlegger van de stellaire astrofysica in Nederland.

## Levensloop
Pannekoek werd geboren in het Gelderse Vaassen en verhuisde op jonge leeftijd naar het naburige Apeldoorn. Hier volgde hij de Koninklijke HBS alwaar hij zijn interesse in de sterrenkunde ontwikkelde. Op aanraden van zijn docenten besloot Pannekoek om een universitaire opleiding te volgen, maar hiervoor moest hij eerst een cursus Latijn en Oudgrieks afronden. In de jaren dat hij hiermee bezig was begon hij met het systematisch waarnemen van de hemel, waarbij hij onder andere interesse had in het aanzicht van de Melkweg en variabele sterren. Zo realiseerde hij zich al vroeg dat de Poolster een variabele ster was. In 1891 begon Pannekoek met zijn studie wiskunde en natuurkunde aan de Rijksuniversiteit Leiden. Als student publiceerde hij al zijn eerste artikelen, waaronder: On the Necessity of Further Researches on the Milky Way. Na zijn afstuderen werkte hij enkele jaren als landmeter voordat hij een aanstelling als observator bij de Sterrewacht Leiden kreeg. Hier promoveerde hij in 1902 bij Hendricus Gerardus van de Sande Bakhuyzen op het proefschrift getiteld Untersuchungen über den Lichtwechsel Algols.
Aanvankelijk liberaal, werd Pannekoek na het lezen van Equality van Edward Bellamy een overtuigd socialist en begon hij zich te verdiepen in de theorieën van Karl Marx en Joseph Dietzgen. Pannekoek werd een bekende publicist op het gebied van het socialisme en marxisme en publiceerde ook in Duitse bladen. Ontevreden met zijn baan in Leiden vertrok hij in 1906 naar Berlijn waar hij docent werd op de school van de Sozialdemokratische Partei Deutschlands (SPD). Door zijn radicale opvattingen kreeg hij problemen met de overheid, het partijbestuur van de SPD en de vakbonden. Een bekend werk van Pannekoek was zijn boek Lenin als Philosoph, dat in 1938 verscheen en waarin hij reageerde op de felle kritiek die Lenin in 1920 op hem had in diens werk De linkse stroming, een kinderziekte van het communisme. Lenin als Philosoph verscheen onder het pseudoniem J. Harper en werd in het Engels, het Frans en uiteindelijk ook in het Nederlands vertaald.
Bij het uitbreken van Eerste Wereldoorlog was Pannekoek op vakantie in Nederland. Hij kon of wilde niet terug naar Duitsland en kreeg een baan als wiskundeleraar, omdat er plaatsen vrijvielen doordat er reservisten waren opgeroepen als militair. Pannekoek werd leraar natuurkunde en scheikunde in Helmond, Hoorn en Bussum (aan de Gooische HBS, thans Goois Lyceum). In 1918 werd hij door Willem de Sitter aangezocht voor de Sterrewacht Leiden, maar dat stuitte op verzet van minister Ruijs de Beerenbrouck, vanwege Pannekoeks linkse sympathieën. Door toedoen van de (linkse) gemeenteraad van Amsterdam kreeg hij een aanstelling als lector aan de Universiteit van Amsterdam. In 1925 werd hij buitengewoon hoogleraar en in 1932 gewoon hoogleraar.
Pannekoek hield zich eerst bezig met de verdeling van de sterren en de structuur van de Melkweg en later met de evolutie van sterren. Pannekoek paste kwantummechanica en andere natuurkunde toe in de sterrenkunde en werd hiermee de grondlegger van de astrofysica in Nederland. Hij reisde veelvuldig naar het buitenland voor het doen van waarnemingen aan zonsverduisteringen en bracht in 1926 op Java de helderheidsverdeling van de zuidelijke Melkweg in kaart.
Hij werd in 1925 gekozen tot lid van de Koninklijke Nederlandse Akademie van Wetenschappen, (KNAW). Pannekoek was ook internationaal vermaard en kreeg in 1936 een eredoctoraat van Harvard en in 1951 de Gold Medal van de Royal Astronomical Society. Het door hem opgerichte sterrenkundig instituut van de Universiteit van Amsterdam, het Anton Pannekoek Instituut, is naar hem vernoemd, evenals planetoïde (2378) Pannekoek en de krater Pannekoek aan de achterkant van de maan.
Hij bleef na de Tweede Wereldoorlog publiceren, onder het pseudoniem P. Aartsz, over het radencommunisme, maar dat vond weinig weerklank. Zijn populaire geschiedenis van de sterrenkunde, onder de titel De Groei van ons Wereldbeeld werd daarentegen een groot succes.
Anton Pannekoek was gehuwd met J.M. (Anna) Nassau Noordewier en was daardoor de zwager van de kunstschilder Michiel Noordewier en diens echtgenote, de sopraan Aaltje Noordewier-Reddingius. De zoon van Anton Pannekoek, Antonie Johannes Pannekoek (1905-2000), was een internationaal vermaard geoloog.
Het Internationaal Instituut voor Sociale Geschiedenis te Amsterdam beheert Pannekoeks archief, waarvan een deel aan het eind van de Tweede Wereldoorlog in 1944 te Arnhem verloren ging.

## Bibliografie

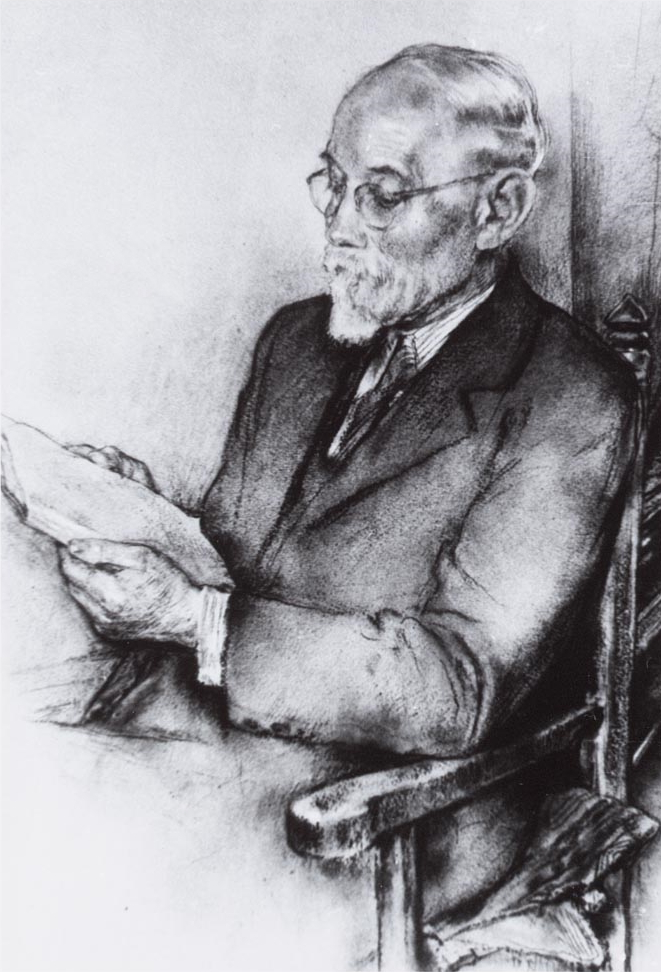
Pannekoek